# Stomatopora eburnea
Stomatopora eburnea är en mossdjursart som först beskrevs av d'Orbigny 1842.  Stomatopora eburnea ingår i släktet Stomatopora och familjen Stomatoporidae. Inga underarter finns listade i Catalogue of Life.